# Acqua e viento
Acqua e viento è un album del musicista e cantautore italiano Tullio De Piscopo, pubblicato dall'etichetta discografica Bagaria e distribuito dalla EMI nel 1983.

## Descrizione
L'album è prodotto da Willy David. L'interprete firma 7 dei 10 brani, alla cui stesura partecipano Joe Amoruso, Peppe Lanzetta e Pino Daniele, che cura anche gli arrangiamenti.
Dal disco viene tratto, l'anno dopo, il singolo di successo Stop Bajon.

## Tracce
Lato A
1. Stop Bajon – 4:26
2. I' sono 'e notte – 3:50
3. Namina – 3:04
4. Gente mia – 3:59
5. Nave 'e guerra – 3:55

Durata totale: 19:14
Lato B
1. Stadera – 5:05
2. Chiano, chiano (Voglia 'e se 'ntusseca') – 4:10
3. San Domino – 2:07
4. Silva mala – 4:00
5. Cartago – 3:35

Durata totale: 18:57

## Formazione
- Tullio De Piscopo– voce, vibrafono, batteria, percussioni, marimba
- Pino Daniele – chitarra elettrica, mandoloncello
- Joe Amoruso – pianoforte, Fender Rhodes, cetra, sintetizzatore
- Rino Zurzolo – basso
- Famoudou Don Moye – percussioni
- Corrado Sfogli – mandolino
- Gianni Perilli – ciaramella
- Don Cherry – tromba
- Lucio Dalla – clarinetto
- Margherita Ricciardelli – cori